# Fillmore County, Nebraska
Fillmore County är ett administrativt område i delstaten Nebraska, USA, med 5 890 invånare. Den administrativa huvudorten (county seat) är Geneva. En annan mindre ort i countyt är Ohiowa.

## Geografi
Enligt United States Census Bureau har countyt en total area på 1 493 km². 1 493 km² av den arean är land och 0 km² är vatten.

### Angränsande countyn
- York County - nord
- Seward County - nordöst
- Saline County - öst
- Jefferson County - sydöst
- Thayer County - syd
- Nuckolls County - sydväst
- Clay County - väst